# Freistaat
Freistaat (niem. wolne państwo) – termin tożsamy z pojęciem Republiki (die Republik), był stosowany w oficjalnej nazwie większości niemieckich państw związkowych w latach 1918-1933, również Prus. Na mocy art. 17 Konstytucji weimarskiej, każde niemieckie państwo związkowe musiało mieć ustrój republikański (die freistaatliche – republikanische Verfassung). Dziś termin ten ma zastosowanie do Bawarii, Saksonii i Turyngii.